# Estil Internacional

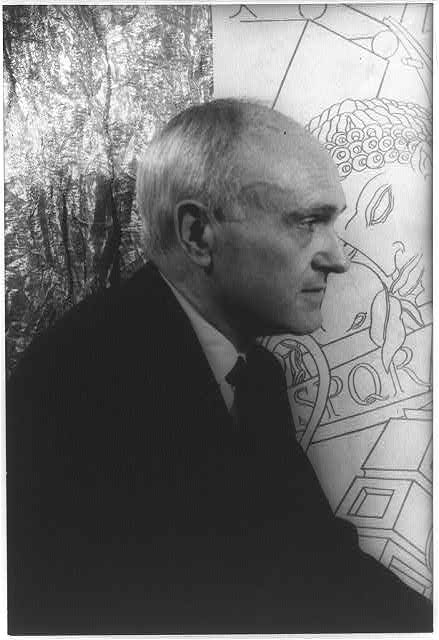
Philip Johnson

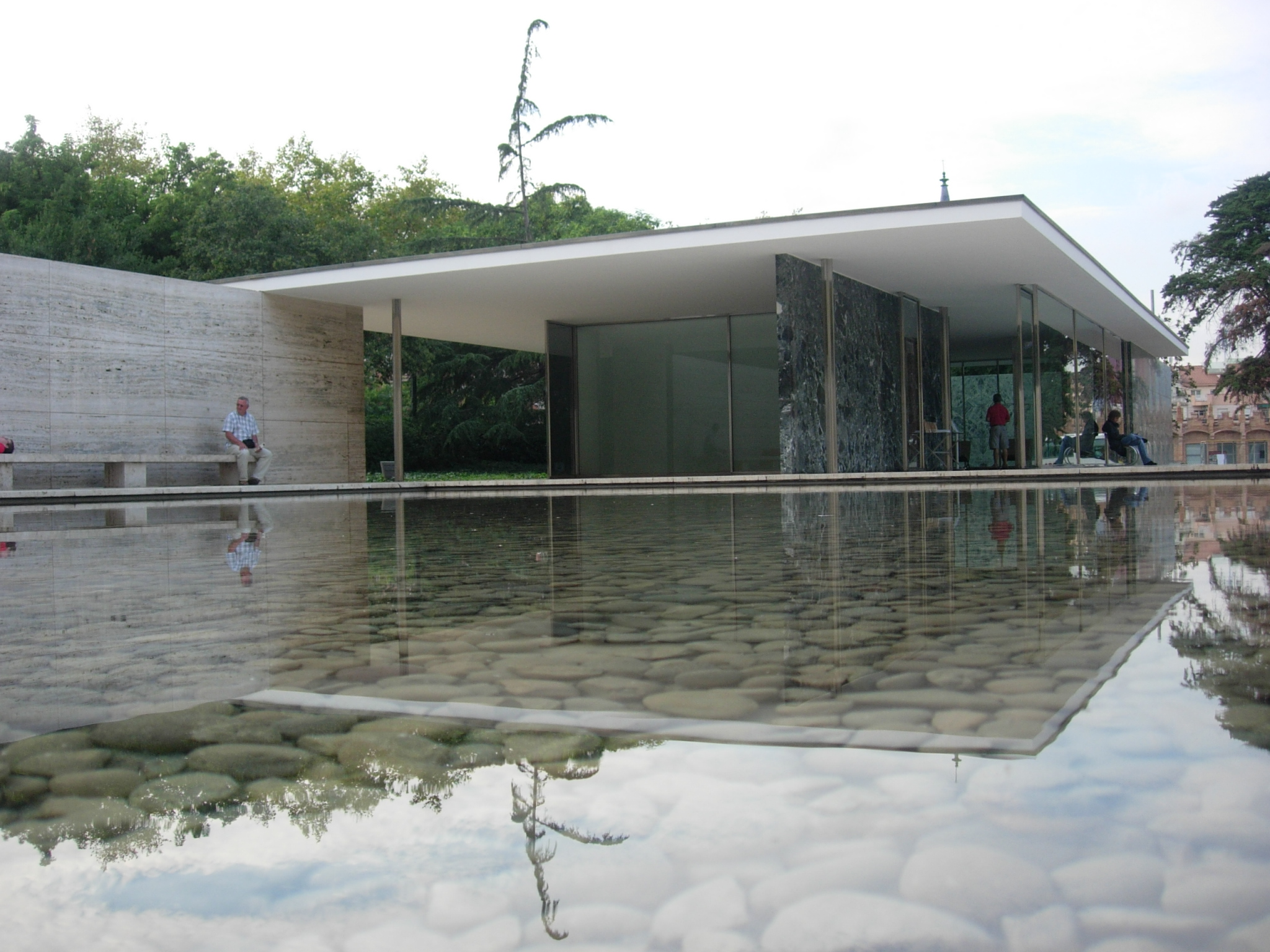
Pavelló d'Alemanya, Barcelona, Mies van der Rohe

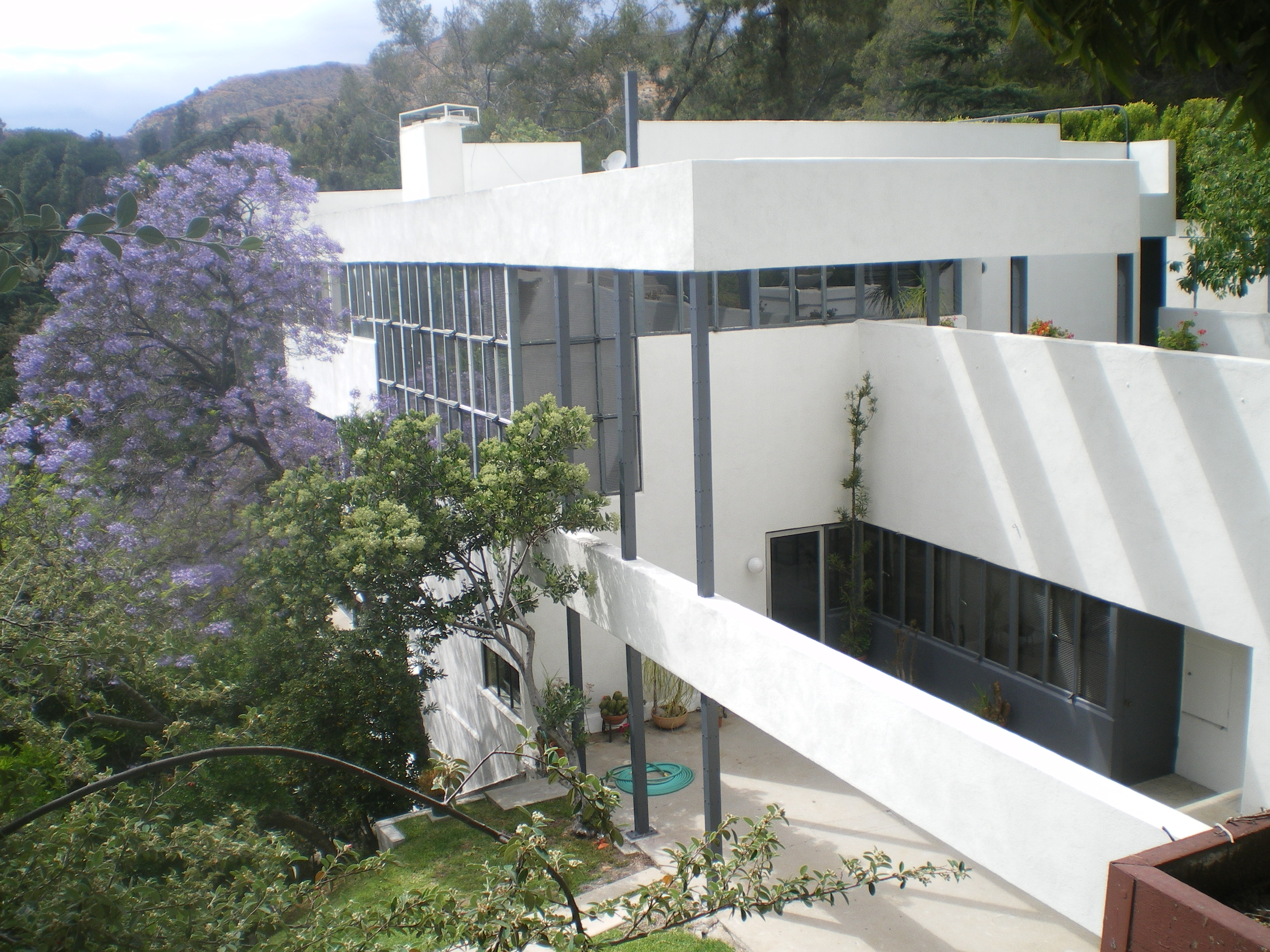
Lovell House, Los Angeles, Richard Neutra

Es coneix com a estil internacional (de l'anglès International Style) o racionalisme arquitectònic un conjunt d'arquitectures que comparteixen les característiques formals més puristes de l'arquitectura moderna i, en menor mesura, les funcionalistes. Aquesta denominació va fer fortuna com a sinònim de Moviment Modern al món anglosaxó que el va considerar un estil. El nom prové d'una exposició d'arquitectura europea i americana que tingué lloc al MoMA l'any 1932, organitzada per Henry-Russell Hitchcock i Philip Johnson. Tanmateix, les obres exposades es van escollir per la seva similitud formal, obviant conscientment les que, enquadrades també dins els corrents del Moviment Modern, s'allunyaven més dels cànons triats per a l'exposició.
En català, no s'ha de confondre el racionalisme o "estil internacional" amb el modernisme, que també es pot dir "moviment modern", "estil modern", o en anglès Modern Style.
Llista dels arquitectes i edificis seleccionats per Hitchcock i Johnson per l'exposició Modern Architecture: International Exhibition:
| Arquitecte                          | Edifici                                                   | Emplaçament              | Data      |
| ----------------------------------- | --------------------------------------------------------- | ------------------------ | --------- |
| Jacobus Oud                         | Workers Houses (Kiefhoek)                                 | Rotterdam, Països Baixos | 1924–1927 |
| Otto Eisler                         | Double House                                              | Brno, República Txeca    | 1926–1927 |
| Walter Gropius                      | Fagus Factory                                             | Alfeld, Alemanya         | 1925      |
| Walter Gropius                      | Bauhaus School                                            | Dessau, Alemanya         | 1926      |
| Walter Gropius                      | City Employment Office                                    | Dessau, Alemanya         | 1928      |
| Ludwig Mies van der Rohe            | Apartment House, Weissenhof Estate                        | Stuttgart, Alemanya      | 1927      |
| Ludwig Mies van der Rohe            | Pavelló alemany de l'Exposició Internacional de Barcelona | Barcelona, Catalunya     | 1929      |
| Ludwig Mies van der Rohe            | Tugendhat House                                           | Brno, República Txeca    | 1930      |
| Le Corbusier                        | Villa Stein                                               | Garches, França          | 1927      |
| Le Corbusier                        | Villa Savoye                                              | Poissy, França           | 1930      |
| Le Corbusier                        | Carlos de Beistegui Champs-Élysées Penthouse              | París, França            | 1931      |
| Erich Mendelsohn                    | Schocken Department Store                                 | Chemnitz, Alemanya       | 1928–1930 |
| Frederick John Kiesler              | Film Guild Cinema                                         | Nova York, EUA           | 1929      |
| Raymond Hood                        | McGraw-Hill building                                      | Nova York, EUA           | 1931      |
| George Howe & William Lescaze       | PSFS Building                                             | Filadèlfia, EUA          | 1932      |
| Monroe Bengt Bowman & Irving Bowman | Lux apartment block                                       | Evanston, EUA            | 1931      |
| Richard Neutra                      | Lovell House                                              | Los Angeles, EUA         | 1929      |
| Otto Haesler                        | Rothenberg Siedlung                                       | Kassel, Alemanya         | 1930      |
| Karl Schneider                      | Kunstverein                                               | Hamburg, Alemanya        | 1930      |
| Alvar Aalto                         | Turun Sanomat building                                    | Turku, Finlàndia         | 1930      |